# Royal Indian Air Force
La Royal Indian Air Force, o RIAF, era l'Aeronautica militare dell'Impero Indiano, poi del Dominio dell'India nel periodo tra il 1945 ed il 1950 e parte integrante delle forze armate indiane.
Confluita dall'Indian Air Force fondata l'8 ottobre 1932, quando l'India era ancora parte dell'Impero britannico, ne ereditò le tradizioni militari dalla precedente forza aerea.
Il prefisso "Royal" le venne conferito da Re Giorgio VI nel 1945 come riconoscimento ai servizi resi dalla IAF nel teatro bellico indo-cinese-birmano durante la seconda guerra mondiale. Nel 1950. Quando la nazione acquisì la propria indipendenza divenendo una repubblica, il titolo di "Reale" venne soppresso ritornando ad essere ridesignata semplicemente Indian Air Force, quindi, adottando la lingua hindi, ridenominata definitivamente in Bhartiya Vāyu Senā. A volte fu anche chiamata I.I.A.F. (Imperial Indian Air Force) essendo l'India un Impero.

## Insegna

Bandiera della Royal Indian Air Force con l'Union Jack nel cantone

Coccarda della Royal Indian Air Force